# 圣费利什
圣费利斯（葡萄牙語：São Félix）是巴西巴伊亚州的一个市镇。总面积95.502平方公里，总人口14805人，人口密度155人/平方公里。